# Jean Monribot
Jean Monribot (Couze-et-Saint-Front, 11 de octubre de 1987) es un jugador de rugby francés, que actualmente juega para el club Aviron Bayonnais, en la Liga Francesa de Rugby el Top 14. Monribot es un jugador que juega en la posición de Flanker.

## Carrera

### Clubes
Monribot comenzó a jugar a rugby en el equipo de su departamento, el US Lalinde, club de carácter amateur, pero rápidamente pasó a formar parte de las categorías inferiores del SU Agen, donde ingresó en edad cadete. En la temporada 2005/06 llega al primer equipo pero no llegaría a debutar hasta la temporada siguiente, cuando el 19 de enero de 2007 es titular en el partido que les enfrenta a Edinburgh Rugby en la Heineken Cup.Ese mismo año el Agen baja de categoría y Monribot sea fianza en el equipo.
En la temporada 2009/10 Consigue el ascenso con su equipo al Top 14, para volver a descender 3 temporadas más tarde y donde decide cambiar de aires y firmar un contrato en la temporada 2013/14. En diciembre de 2015 Monribot prolonga su contrato con el club labortano por cuatro temporadas más. Esa temporada Monribot es nombrado capitán del equipo tras la marcha de Mark Chisholm al Munster Rugby irlandés. Siendo  titular indiscutible es pieza clave para lograr el ascenso a la máxima categoría del rugby francés, al ganar la final de la eliminatoria de ascenso a Aurillac por 21-16.
Debido a la mala situación clasificatoria del Bayona y su presumible descenso de categoría,el de 5 de diciembre el año 2016 anunció su fichaje por RC Toulon para la temporada 2017-2018.
Después de dos temporadas en el club occitano con escasas oportunidades, Monribot decide volver a Bayona en la temporada 2019-2020

### Palmarés y distinciones notables
- Campeón Play off ascenso Pro D2 2015-2016 (Aviron Bayonnais)